# Conscious Party
Conscious Party — концертный альбом британской электронной группы Asian Dub Foundation, вышедший в 1998 году. Кроме концертных записей, в альбом вошли ремиксы и некоторые редкие композиции.

## Список композиций
1. Assassin (Live)
2. Black White (Live)
3. Naxalite (Live)
4. Taa Deem (Live)
5. Dub Mentality (Live)
6. Hypocrite (Live)
7. Buzzing (Live)
8. Charge (Live)
9. Free Satpal Ram (Live)
10. Tribute to John Stevens
11. Free Satpal Ram (ADF Sound System Remix)
12. Charge (ADF Sound System Remix)
13. Digital Underclass
14. Culture Move (ADF vs. MC Navigator Disco Plate)

## Участники записи
- Джон Пандит (John «Pandit G» Pandit) — вокал, семплы, DJ
- Дидир Заман (Deeder «Master D» Zaman) — вокал, программинг
- Анирудха Дас (Aniruddha «Dr. Das» Das) — бас
- Стив Чандра Савал (Steve Chandra Savale) — гитара
- Санжай Гулабхай Тейлор (Sanjay Gulabhai Tailor «Sun-J») — DJ